# المجلس العالمي لتصحيح البصر
المجلس العالمي لتصحيح البصر (اختصارًا WCO) هو منظمة عضوية لتطوير البصريات (رعاية العيون) على المستوى الدولي. تعتبر منظمة الجمارك العالمية أول منظمة لطب العيون تتمتع بعلاقات رسمية مع منظمة الصحة العالمية التي تمثل 250 ألف أخصائي بصريات من 75 منظمة عضو في أكثر من 40 دولة. تنظم المنظمة العالمية لتصحيح البصر المؤتمر العالمي للبصريات.
في عام 2015، انتقل المجلس العالمي لتصحيح البصر إلى المقر الرئيسي للجمعية الأمريكية للبصريات ‏ في سانت لويس، ميسوري، الولايات المتحدة.
في عام 2024، عقد اجتماع المجلس العالمي في ملبورن، أستراليا.